# Tithraustes halesius
Tithraustes halesius är en fjärilsart som beskrevs av Druce 1885. Tithraustes halesius ingår i släktet Tithraustes och familjen tandspinnare. Inga underarter finns listade i Catalogue of Life.